# Christian Gille
Christian Gille (* 6. Januar 1976 in Wolfen) ist ein ehemaliger deutscher Kanute. Er ist Olympiasieger, fünffacher Weltmeister und mehrfacher Europameister.

## Werdegang
Der ehemalige Kanurennsportler des SC DHfK Leipzig gewann die Goldmedaille bei den Olympischen Spielen in Athen 2004 im Zweier-Canadier (mit Tomasz Wylenzek) über 1000 m.
Gille wuchs in Jeßnitz (Anhalt) auf und begann im örtlichen Kanu-Club seine sportliche Karriere. 1997 und 1998 wurde er zusammen mit Thomas Zereske Weltmeister im Zweier-Canadier über 200 m. Nach dem Olympiasieg 2004 gewann er mit Wylenzek 2005 und 2006 über 500 und 1000 m sowohl bei den Europa- als auch bei den Weltmeisterschaften.
Bei den Heim-Weltmeisterschaften 2007 in auf der Regattabahn in Duisburg konnten sie über 1000 m den ersten und über 500 m den dritten Platz belegen. Zusammen mit Wylenzek qualifizierte sich Gille im Zweier-Canadier über 500 m und 1000 m für die Olympischen Sommerspiele 2008 in Peking. Dort gewannen sie Silber über 1000 m und Bronze über 500 m.
Für seine sportlichen Leistungen wurde er von Bundespräsident Köhler durch Verleihung des Silbernen Lorbeerblattes 2008 geehrt.
Am 30. März 2009 verkündete Christian Gille offiziell seinen Rücktritt vom Leistungssport.

## Sonstiges
Gille ist Bambi-Preisträger und Mitteldeutscher Sportler des Jahres 2004.
Seit 2009 ist Christian Gille Botschafter der Jose Carreras Leukämie Stiftung. Sein ehemaliger Kanu-Partner Thomas Zereske war 2004 kurz vor den Olympischen Spielen an einer aggressiven Form der Leukämie gestorben.
Der gelernte Karosserie- und Fahrzeugbauer ist verheiratet und lebt in Leipzig. Nach seiner Karriere schulte er zum Berufsfeuerwehrmann um.

## Sportliche Erfolge
Olympische Spiele
- 2004 – Gold C2 1000 m
- 2008 – Silber C2 1000 m
- 2008 – Bronze C2 500 m

Kanu-Weltmeisterschaften
- 1995 – Bronze C4 1000 m
- 1997 – Gold C2 200 m, Bronze C2 500 m
- 1998 – Gold C2 200 m, Bronze C2 500 m
- 1999 – Bronze C2 200 m
- 2002 – Bronze C1 200 m
- 2005 – Gold C2 1000 m, Gold C2 500 m, Silber C2 200 m
- 2006 – Silber C2 200 m
- 2007 – Gold C2 1000 m, Silber C2 200 m, Bronze C2 500 m